# Tratado de Ramla
El Tratado de Ramla fue firmado por Saladino y Ricardo I de Inglaterra en junio de 1192, después de la batalla de Arsuf. Según los términos del acuerdo, Jerusalén permanecería bajo control musulmán. Sin embargo, la ciudad estaría abierta a la peregrinación cristiana. Además, el tratado redujo el Reino Latino a la franja costera que se extendía desde Tiro a Jaffa. Ni al rey Ricardo ni a Saladino les gustó el acuerdo, pero no había más opciones. El gobernante musulmán se había debilitado por los gastos de guerra y el Rey Ricardo tenía que hacer frente en su país a las amenazas a su reino.